# Vovtja (Donetsk)
 Ikke at forveksle med Vovtja (Samara).
Vovtja (ukrainsk: Вовча, russisk: Волчья) er en 88 km lang biflod fra venstre til Donets, i Belgorod oblast i Rusland og Kharkiv oblast i Ukraine.
Dens kilde er i Belgorod oblast, nær den russisk-ukrainske grænse, nær landsbyen Volchya Alexandrovka. Det løber overvejende i vestlig retning. Sammenløbet med Donets er nær byen Vovtjansk.